# Paratomapoderus flavoebenus
Paratomapoderus flavoebenus es una especie de coleóptero de la familia Attelabidae.

## Distribución geográfica
Habita en Camerún Gabón, Guinea, Sierra Leona,  y República Democrática del Congo.